# Voroshilov (1940)
El crucero ligero Voroshilov (en ruso: Ворошилов) fue un crucero de la clase Kírov (conocida oficialmente como Proyecto 26) de la Armada Soviética que sirvió durante la Segunda Guerra Mundial y en los primeros años de la Guerra Fría. Su nombre fue en honor del mariscal Kliment Voroshílov.
Durante la Segunda Guerra Mundial bombardeó a las tropas alemanas durante el asedio de Odesa antes de ser gravemente dañado en noviembre de 1941, por varios ataques de bombarderos alemanes. A su regreso de las reparaciones en marzo de 1942, apoyó a las tropas soviéticas durante el asedio de Sebastopol, la operación Kerch-Feodosia y los desembarcos anfibios en Novorossíisk a finales de enero de 1943.
Su participación activa en la guerra terminó en octubre de 1943, cuando los destructores Járkov, Besposhchadny y Sposobny bombardearon las ciudades de Yalta, Alushta y Feodosia en Crimea, posteriormente, durante su viaje de regreso, fueron atacados por bombarderos en picado Junkers Ju-87 Stukas y hundidos, con grave pérdida de vidas. Este incidente llevó a Stalin a emitir una orden prohibiendo el uso de buques del tamaño de un destructor o más grandes sin su permiso expreso. Después de la guerra, se convirtió en un buque de prueba de misiles antes de ser vendido como chatarra el 2 de marzo de 1973. 

## Diseño y desarrollo
El crucero Voroshilov tenía 191,3 metros de eslora, una manga de 17,66 metros y un calado de entre 5,75 y 6,15 metros. Desplazaba 7890 toneladas con carga estándar y 9436 toneladas a plena carga. Sus turbinas de vapor producían un total de 113 500 ihp en el eje (84 637 kW) y alcanzaba los 35,94 nudos (66,56 km/h) en las pruebas.
El armamento principal de la clase Kirov consistía en nueve cañones B-1-P de calibre 57 de 180 mm en tres torretas triples MK-3-180 accionadas eléctricamente. Su armamento secundario consistía en seis cañones antiaéreos B-34 de 100 mm calibre 56 montados a cada lado del embudo trasero. Sus cañones AA ligeros consistían en seis cañones 21-K semiautomáticos de 45 mm y cuatro ametralladoras DShK de 12,7 mm. Además contaba con seis tubos lanzatorpedos de 533 mm en dos montajes triples.

### Modificaciones
El Voroshilov carecía de radar cuando estalló la guerra en 1941, por lo que en 1944 se lo equipó con modelos británicos proporcionados por la Ley de Préstamo y Arriendo. Se utilizó un radar Tipo 291 para la búsqueda aérea y un radar Tipo 284 y dos radares Tipo 285 para el control de fuego de la batería principal, mientras que para el control del fuego antiaéreo se utilizaron dos radares Tipo 282.

## Historial de combate
La construcción del buque se inició el 15 de octubre de 1935, en el Astillero del Mar Negro en Nikoláyev (Ucrania); el segundo crucero de la clase Kirov del Proyecto 26, según su denominación oficial. Fue botado el 28 de junio de 1937, pero hubo que esperar a que se entregara su maquinaria construida por los soviéticos antes de que finalmente se completara el 20 de junio de 1940. 

### Segunda Guerra Mundial

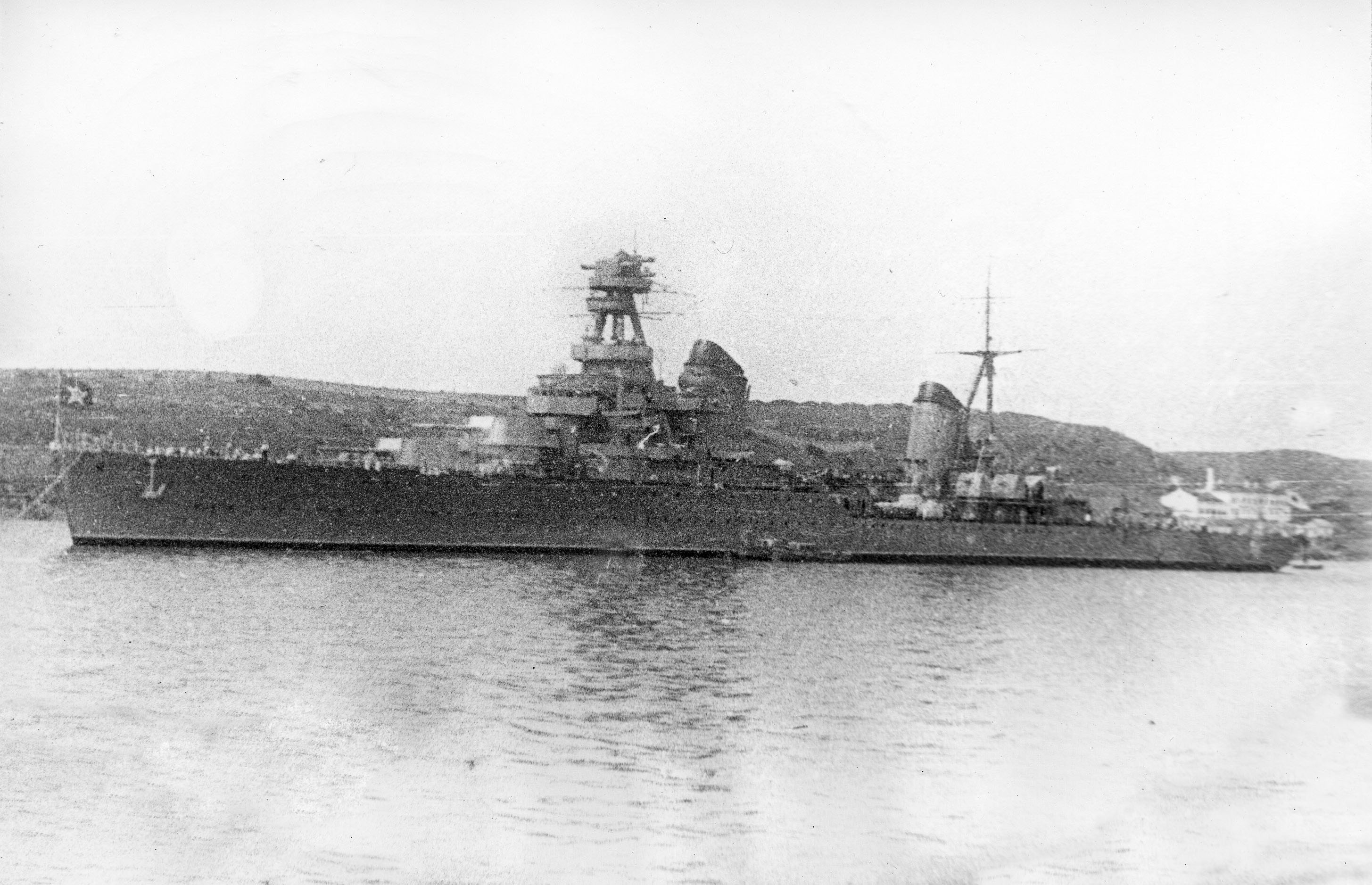
El crucero Voroshilov en 1941 poco antes de la invasión alemana de la Unión Soviética

El 26 de junio de 1941, poco después de que los alemanes invadieran la Unión Soviética, el Voroshilov cubrió a los destructores soviéticos que bombardearon la ciudad rumana de Constanza, siendo dañado levemente por una mina detonada por los paravanes del destructor Soobrazitelny. Bombardeó a las tropas del Eje cerca de Odesa el 19 de septiembre con 148 proyectiles de 180 mm y fue trasladado al puerto de Novorossíisk poco después. El 2 de noviembre, el buque fue bombardeado en el puerto por bombarderos Junkers Ju 88 del Kampfgeschwader 51 (KG-51). Fue alcanzado dos veces; el primer impacto provocó un incendio en el cargador n.º 3 que se extinguió por el agua que entró en el buque debido al segundo impacto. Debido a los daños causados por el bombardero, el Voroshilov tuvo que ser remolcado a Poti para reparaciones que no se completaron hasta febrero de 1942. El 19 de marzo y el 3 de abril de 1942 bombardeó posiciones del Eje cerca de Teodosia, pero resultó dañado por fragmentos de bombas lanzadas por un bombardero alemán Ju 88 el 10 de abril y tuvo que regresar a Batumi para efectuar algunas reparaciones menores.
El 8 y el 11 de mayo proporcionó fuego de apoyo a las tropas soviéticas alrededor de Kerch y la península de Tamán. El 27 de mayo, una de sus turbinas se averió, mientras ayudaba a trasladar la 9.ª Brigada de Infantería Naval de Batumi a Sebastopol, lo que requirió reparaciones que duraron hasta el 24 de julio de 1942.

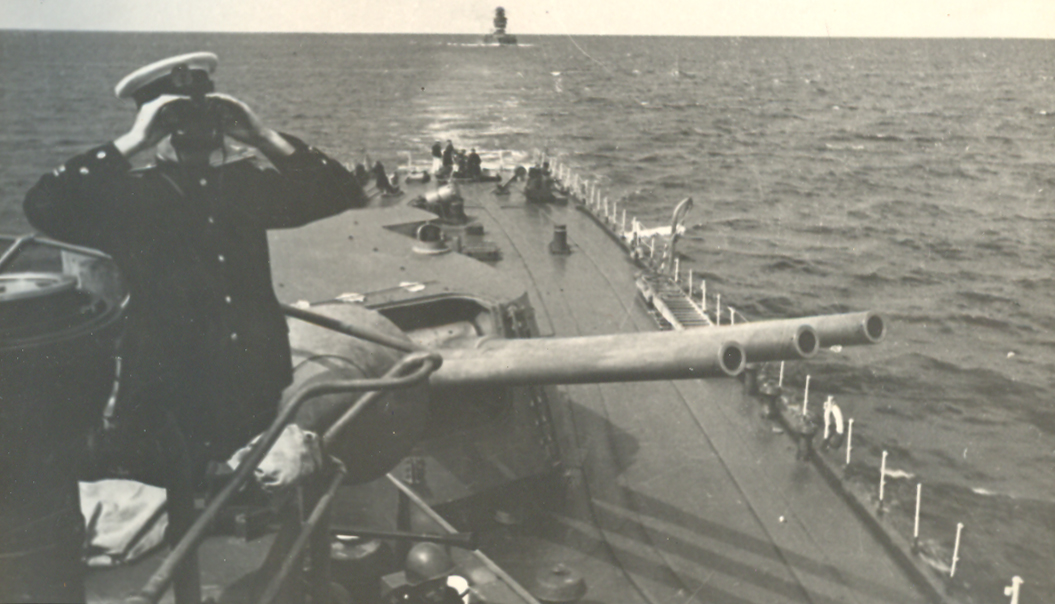
Una de las torres triples de 180 mm del crucero.

El 1 de diciembre de 1942, mientras bombardeaba la entonces isla rumana de las Serpientes, junto con el destructor Soobrazitelny, el crucero fue dañado por varias minas, pero logró regresar a Poti para reparaciones por sus propios medios. Durante el breve bombardeo, disparó cuarenta y seis proyectiles de 180 mm y cincuenta y siete de 100 mm, que alcanzaron la estación de radio, el cuartel y el faro de la isla, pero no causaron daños significativos. Después de que se completaran sus reparaciones, proporcionó apoyo de fuego naval a las fuerzas soviéticas que desembarcaron detrás de las líneas alemanas en Malaya Zemlya a fines de enero de 1943. El 17 de febrero, el barco fue trasladado de Poti a Batumi, para ponerlo a salvo del avance de las tropas alemanas.
El crucero Voroshilov fue retirado de las operaciones activas el 6 de octubre de 1943, cuando los destructores Járkov, Besposhchadny y Sposobny bombardearon las ciudades de Yalta, Alushta y Feodosia en Crimea, posteriormente, durante su viaje de regreso, fueron atacados por bombarderos en picado Junkers Ju-87 Stukas y hundidos, con grave pérdida de vidas. Este incidente llevó a Stalin a emitir una orden prohibiendo el uso de buques del tamaño de un destructor o más grandes sin su permiso expreso, permiso que no fue otorgado durante el resto de la guerra. El buque fue trasladado a Novorossíisk el 18 de agosto de 1944 y a Sebastopol el 5 de noviembre. El 8 de julio de 1945, se le concedió la Orden de la Bandera Roja.

### Posguerra

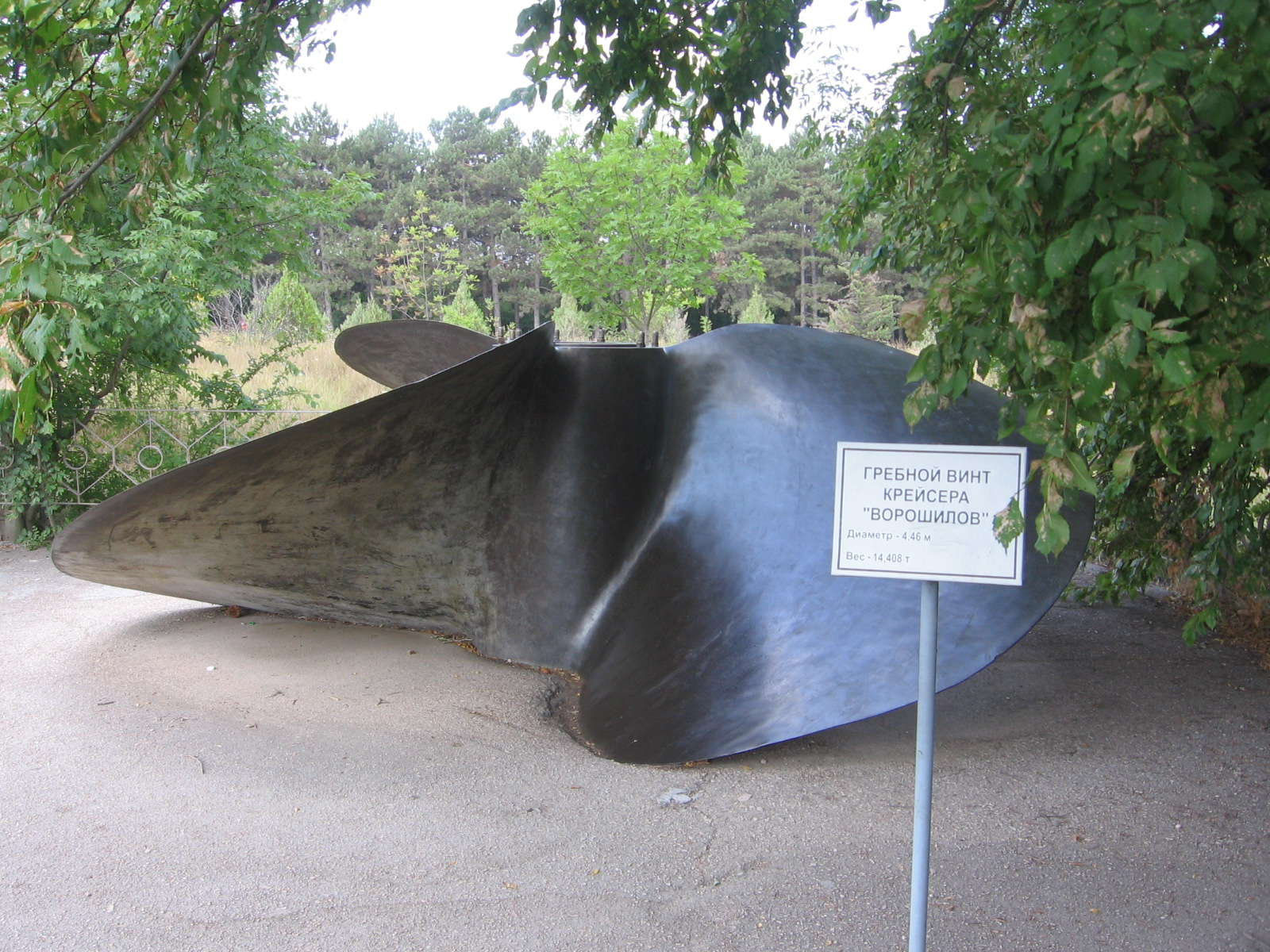
Hélice de 14 toneladas del Voroshilov en exhibición en Sebastopol

El crucero Voroshilov fue inspeccionado en 1946 y encontrado insatisfactorio, pero se le asignó servicio de rutina. Comenzó su modernización de posguerra en abril de 1954, pero la Marina soviética revaluó el progreso de los trabajos en 1955 y estos fueron considerados insuficientes para crear un barco completamente moderno. El 17 de febrero de 1956, y a diferencia de su buque gemelo el Máximo Gorki, fue seleccionado para su conversión como buque de pruebas para el desarrollo de misiles como parte del Proyecto 33. El proceso de conversión fue prolongado, ya que se retiró su armamento y recibió una superestructura y mástiles completamente nuevos. En consecuencia, no fue puesto de nuevo en servicio hasta el 31 de diciembre de 1961. Del 11 de octubre de 1963 al 1 de diciembre de 1965, fue nuevamente modernizado en el marco del Proyecto 33M. El 6 de octubre de 1972, fue convertido en un cuartel flotante y redesignado como «PKZ-19». Finalmente, el 2 de marzo de 1973, se vendió como chatarra.
La hélice de 14 toneladas y el ancla de 2,5 toneladas del Voroshilov se exhiben en el Museo de la Defensa Heroica y Liberación de Sebastopol en la montaña Sapun en Sebastopol.